# Selvi Boylum Al Yazmalım
Selvi Boylum Al Yazmalım (in het Engels bekend als The Girl with the Red Scarf) is een Turkse dramafilm uit 1977. De film, die in het Nederlands Mijn dame met de lengte van een cipres, mijn dame met een rode hoofddoek betekent, wordt in Turkije gezien als een van de beste (drama)films uit het land.

## Algemene informatie
De film is gebaseerd op een boek van Tsjyngyz Ajtmatov, een bekende Kirgizische schrijver. Selvi Boylum Al Yazmalım gaat over liefde, trouw en onbaatzuchtigheid. Hoofdrolspelers zijn: Kadir Inanır, Türkan Şoray en Ahmet Mekin. Dat de film gebaseerd is op een boek, kan men duidelijk terugzien in de vele poëtisch verfilmde passages. Zo vragen de hoofdrolspelers zich meerdere malen af wat liefde nu eigenlijk is. Aan het einde van de film lijkt de kijker een definitief antwoord te krijgen van de hoofdrolspeelster. De film staat verder bekend om passages waarbij je de gedachtes van de hoofdrolspelers hoort, die elkaar heel mooi aanvullen waardoor een fraaie wisselwerking (van meestal dezelfde gedachtes van twee personen) ontstaat.
Selvi Boylum Al Yazmalım zorgde voor meer dan alleen een romantisch en emotioneel verhaal. Weinig mensen uit Turkije zullen het terugkerende sombere lied (van musicus Cahit Berkay) van de film niet herkennen. Ook zullen weinig mensen uit Turkije de film nog nooit gezien hebben. Selvi Boylum Al Yazmalım heeft de kracht, ongeacht hoe vaak de film gezien is, de kijker meerdere malen tijdens de film een brok in de keel te bezorgen.

## Verhaal
Het verhaal gaat over de liefde tussen dorpsmeid Asya (gespeeld door Türkan Şoray) en stadsjongen İlyas (gespeeld door Kadir İnanır). İlyas is een vrachtwagenchauffeur die tijdens een van zijn taken Asya ontmoet. Asya, die op dat moment een rode hoofddoek om haar nek heeft, is in tegenstelling tot haar traditionele moeder een opener persoon. Van haar moeder moet ze er zo onaantrekkelijk mogelijk uitzien als ze zich buiten begeeft. Zo smeert ze roet op Asya's gezicht en moet ze een zwarte hoofddoek op, net voordat Asya İlyas voor het eerst tegenkomt. De ontmoeting zorgt voor beide personen een liefde op het eerste gezicht.
De ouders van Asya besluiten hun dochter tegen haar zin uit te huwelijken aan een andere man. Asya wil bij İlyas zijn. Op een gegeven moment rijdt İlyas met zijn vrachtwagen naar het huis van Asya. Hij klopt op de deur, die even later wordt geopend door Asya. İlyas denkt: Als ik haar hand pak, zou ze dan met me meegaan? Waarna je Asya hoort denken: Ik ben van jou, neem me dan toch mee. İlyas steekt zijn arm uit, Asya pakt zijn hand. İlyas 'ontvoert' haar, en de twee rennen weg. In blijdschap groeten ze de bomen, bergen, geiten en verklaren ze hun liefde aan de graanvelden, de zon en een beekje.
Een tijdje later raakt Asya zwanger. Het lijkt perfect te gaan tussen de twee geliefdes, totdat İlyas in problemen komt met zijn werk. In noodweer redt hij het leven van enkele personen, waardoor İlyas zijn zending niet haalt. Zijn baas pikt dit niet en eist zijn vrachtwagen terug van İlyas. Niet veel later gaat İlyas vreemd met een andere vrouw. Asya ziet dit gebeuren door het keukenraampje. Ze pakt haar spullen en vertrekt zonder eindbestemming met haar pasgeboren zoontje, Samet. Asya kan niet terug naar haar ouders, want die willen haar niet meer zien omdat ze wegliep van huis.
Ze gaat liften en her en der rondlopen, totdat iemand haar vraagt of ze nu eigenlijk wel een plek heeft om te overnachten. Die iemand, Cemşit (gespeeld door Ahmet Mekin), was een van de personen waarvan İlyas het leven redde. Na wat aarzelen besluit Asya bij Cemşit te overnachten. In eerste instantie wilde ze de volgende dag weer vertrekken, maar door het ziek worden van het kindje Samet ging dit niet door. Asya besluit nog even te blijven bij Cemşit. Maar dagen veranderden in maanden en maanden veranderden in jaren en Asya woonde nog steeds bij Cemşit. Elke dag wachtte Asya nog op İlyas, die nog steeds de liefde van haar leven was. Cemşit en Asya trouwden, maar Cemşit wist dat Asya niet verliefd was op hem. Cemşit wist dat ze nog steeds elke dag op İlyas wachtte, maar Cemşit had geduld en dacht dat haar liefde voor hem ooit nog wel zou komen. Een ommekeer werd bereikt toen op een dag Cemşit Asya ophaalde van haar werk. Normaal gesproken zag hij Asya elke dag aan de kant van een weg staan kijken naar de passerende vrachtwagens, in de hoop dat in een van die vrachtwagens İlyas zat. Op een dag haalde Cemşit haar zoals gewoonlijk weer van haar werk op, waarna Asya zei: Ik wachtte al op je.
Samet was groot geworden (een jaar of vijf) en hij was dol op zijn moeder en Cemşit. Op een dag, terwijl ze met z'n drieën aan tafel liedjes zitten te zingen, wordt er ineens hard geklopt aan de deur. Iemand zou iets verderop verongelukt zijn. Cemşit gaat er gelijk op af. De lichtgewonde chauffeur, die iets te diep in het glaasje had gekeken, was İlyas. Cemşit herkent de chauufeur als de persoon die zijn leven redde en neemt hem mee naar huis, niet wetende dat dit de grote liefde van Asya is. Als de twee elkaar zien, herkennen ze elkaar gelijk. Dan komt Samet binnen en ziet voor het eerst zijn echte vader. İlyas wordt zeer emotioneel, maar houdt zich van de domme. Hij vraagt aan Cemşit of dat zijn zoon is. Cemşit speelt 'het spelletje' mee en zegt 'ja'.
Enkele dagen later komt İlyas terug naar het huis van Cemşit, alwaar Asya dag en nacht huilt. Hij kan zich niet beheersen en probeert zijn zoon met zoete woorden te ontvoeren. Zowel Asya als Cemşit merken dit en rennen achter de vrachtwagen van İlyas aan. Asya doet dit met een binnendoorweggetje, waardoor ze, als İlyas dan toch besluit te stoppen, vóór de vrachtwagen van haar geliefde uitkomt. İlyas stapt met Samet uit de vrachtwagen, waarna Cemşit er net aan komt rennen. Hierna volgt een zeer emotionele en (in Turkije) bekende scène met Cemşit helemaal links in beeld, İlyas in het midden en Asya met de inmiddels naar haar toegerende Samet rechts in beeld.
Het is tijd dat Asya een keuze gaat maken. Een keuze tussen de liefde van haar leven en een persoon die onbaatzuchtig zowel voor Asya als voor Samet heeft gezorgd. Asya loopt (met in de achtergrond de muziek van Cahit Berkay) langzaam richting İlyas en İlyas loopt langzaam richting Asya. Het lijkt erop dat ze gaat kiezen voor haar geliefde, haar İlyas. Als ze dan een meter van elkaar staan en elkaar in de ogen aankijken, laat Samet ineens de warme hand van haar moeder los en rent naar Cemşit terwijl hij 'papa' roept. Asya kijkt met een traan in haar oog naar Samet en dan naar İlyas. Ze loopt langs İlyas door naar onbaatzuchtigheid en zekerheid, naar de persoon die Samet als zijn vader koos. De film eindigt met emotionele flashbackzinnen (uitspraken die eerder in de film gezegd waren), en de woorden/gedachtes van Asya: Wat is liefde ook alweer? Liefde is goedheid, liefde is vriendschap. Liefde is moeite doen. Als laatste scène ziet de kijker de vrachtwagen van İlyas rijden over een weg met op de achtergrond bergen met eeuwige sneeuw. Je hoort İlyas zeggen (zonder hem te zien): Vaarwel Asya. Vaarwel mijn dame met de lengte van een cipres, mijn dame met een rode hoofddoek. Vaarwel.. Mijn onafgelopen liedje.

## Trivia
- Samet, het zoontje van Asya en İlyas, werd gespeeld door Elif İnci, een destijds vierjarig meisje.